# 小行星9887
小行星9887（英語：9887）是一颗围绕太阳公转的小行星。1995年1月2日，小林隆男在大泉天文台发现了此天体。
这颗小行星的绝对星等为268.4036926090198等。